# Melissa Ann Jeltema
Melissa Ann Jeltema (* 20. Mai 1988 in Grand Rapids (Michigan)) ist eine amerikanische Basketballspielerin. Die 1,75 m große Basketballerin spielt auf der Position des Point Guard.

## Leben
Sie ging bis 2006 auf die  Grand Rapids Christian High School  und studierte bis 2010 an der Oakland University   Wellness, Gesundheitsförderung und Verletzungsprävention.

## Basketball
Bis 2006 spielte sie im  Team der  Grand Rapids Christian High School.  Von 2006 bis  2010 studierte sie an der  Oakland University und spielte dort bei den Golden Grizzlies. 

### Profikarriere
2010 startete Melissa Jeltema ihre Profikarriere in Chemnitz beim deutschen  Erstligisten ChemCats Chemnitz. Zur Saison 2012/2013 wechselte sie zum finnischen Erstliga-Verein Honka Espoo. Von dort wechselte sie zurück nach Deutschland und unterschrieb einen Vertrag beim Serienmeister TSV 1880 Wasserburg. Mit Wasserburg holte sie das Double, wechselte aber 2014 nach Nördlingen zum bayrischen Ligakonkurrenten BG Donau-Ries. Kurz nachdem sie dort ihren Vertrag für die Saison 2015/2016 verlängert hatte, bat sie aus persönlichen Gründen um Vertragsauflösung und wechselte zum Zweitligisten Turn-Klubb zu Hannover.

## Erfolge
- Deutsche Meisterin 2013/2014 mit dem TSV Wasserburg
- Deutsche Pokalsiegerin 2013/2014 mit dem TSV Wasserburg